# Stig Blomqvist
Stig Lennart Blomqvist (Örebro, 29 juli 1946) is een Zweeds voormalig rallyrijder. Hij was een van de voornaamste rijders in het wereldkampioenschap rally in de jaren zeventig en tachtig, en kende zijn piek in het laatstgenoemde decennia toen hij als fabrieksrijder bij Audi in het 1984 seizoen wereldkampioen werd. Hij won daarnaast de Rally van Zweden maar liefst zeven keer.
Blomqvist, ook wel bijgenaamd "Mäster Blomqvist", was lange tijd kopman van het Zweedse Saab team, actief met de 96- en 99-modellen. De successen die hij daarmee op naam schreef bezorgde hem de nodige interesse van grote fabrieksteams, maar Blomqvist bleef het merk trouw totdat ze begin jaren tachtig hun rallyactiviteiten zouden staken. Na zijn succesjaren met Audi, kwam hij nog uit voor Ford en later ook Nissan en in het seizoen 1993 als gastrijder voor Opel in een Calibra Turbo 4x4. Naderhand bleef hij als privé-rijder nog lange tijd actief in WK-rally's. Blomqvist was ook vele jaren succesrijk in de rallycross. Een gedeelte van het Eurocircuit werd tot "Blomqviststraatje" gedoopt.

## Carrière

#### 1964-1981

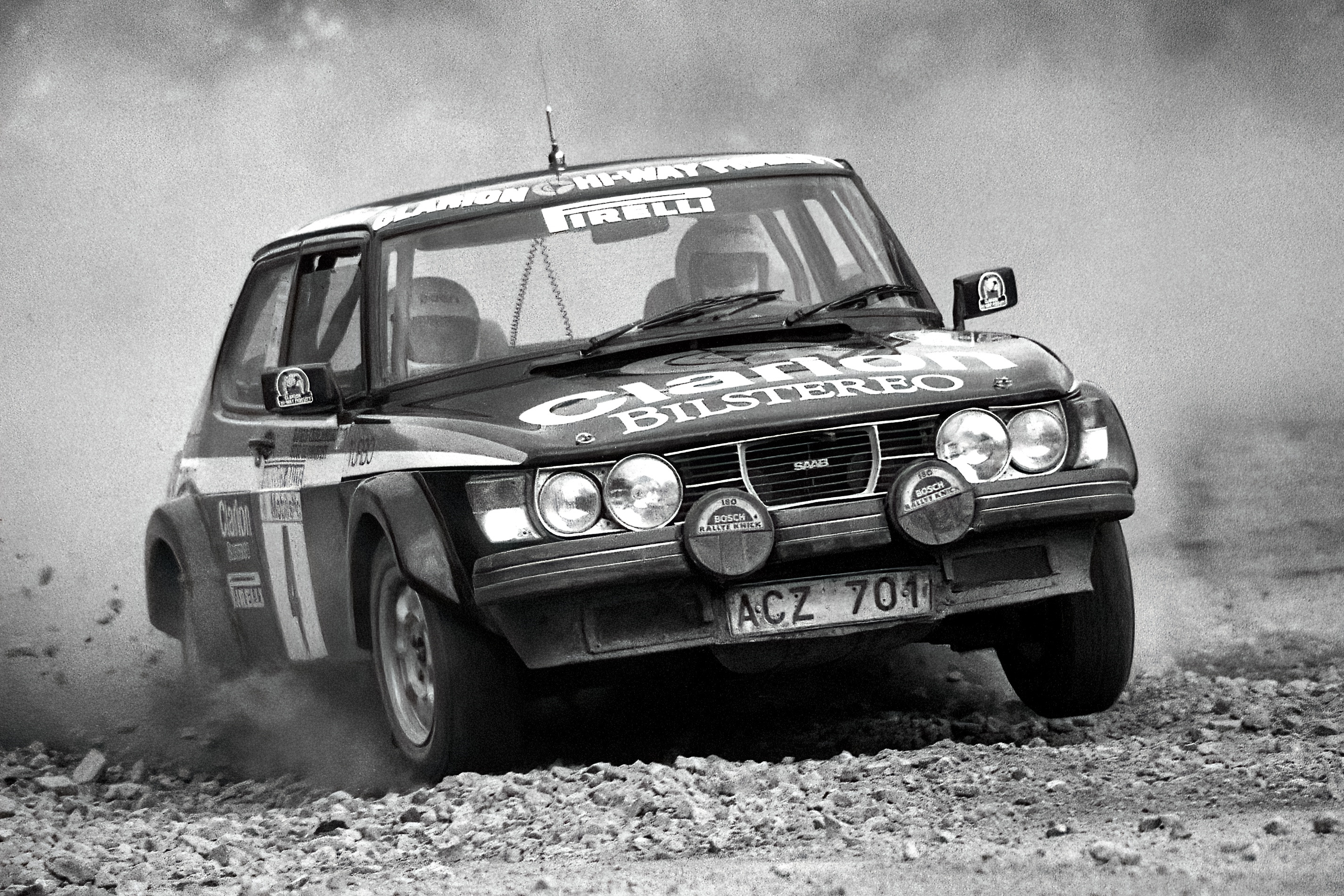
Blomqvist was jarenlang fabrieksrijder bij Saab, hier met de 99 Turbo in 1980

Stig Blomqvist debuteerde in 1964 achter het stuur van een Saab 96 in de rallysport en eindigde in zijn eerste rally gelijk als tweede. Dit resultaat zou een voorbode zijn op een lange reeks van succesvolle jaren in het Zweeds kampioenschap; successen die uiteindelijk ook buiten de grens om zou reiken. Na het winnen van de Rally van Zweden in 1971, het grootste rallyevenement van Zweden, zou hij datzelfde jaar ook de Rally van Finland en Rally van Groot-Brittannië op zijn naam schrijven; daarmee zijn eerste grote internationale successen. Dat jaar alleen won hij uit zestien optredens al elf keer een rally. In 1972 won hij wederom de Zweedse rally (welke dat jaar nog onderdeel was van het internationaal kampioenschap voor constructeurs) en ook toen de rally onderdeel werd van het wereldkampioenschap rally vanaf het 1973 seizoen schreef hij het evenement op zijn naam. Inmiddels met de Saab 99 won hij hiervan ook de 1977- en 1979-edities. Ondanks de interesse van grootmachten uit die tijd zoals Lancia en Ford, bleef Blomqvist gedurende de jaren zeventig het merk Saab trouw. Toen de Zweedse autofabrikant echter in 1981 hun activiteiten als officieel rallyteam beëindigde, zocht Blomqvist toenadering bij andere teams.

#### 1982-1985

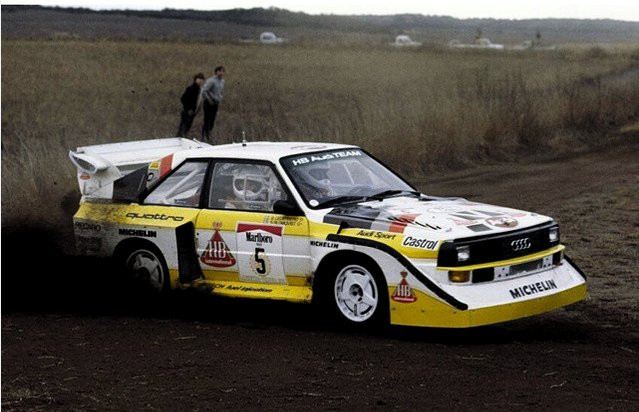
Blomqvist voor Audi actief met de Sport quattro E2 in het WK-debuut van de auto in Argentinië, in 1985

Na een korte stint met Talbot, werd Blomqvist vanaf het 1982 seizoen onderdeel van het Audi collectief, die met de vierwielaangedreven Audi quattro een revolutie hadden gestart in de sport. Blomqvist won gelijk zijn eerste WK-rally voor het team, weinig verrassend die van Zweden. Later dat jaar bewees Blomqvist ook zijn waarde op vreemde bodem door de Rally van San Remo te winnen, die gedeeltelijk op asfalt werd verreden. Onder de nieuwe Groep B reglementen reed Blomqvist in het 1983 seizoen een groter WK-programma met Audi, maar moest onder hem mom van teamorders regelmatig teamgenoot Hannu Mikkola voor zich dulden. Mikkola werd dat jaar uiteindelijk ook wereldkampioen, maar Blomqvist nam sportieve revanche door aan het einde van het jaar voor de Britse Audi-importeur de Rally van Groot-Brittannië op zijn naam te schrijven, terwijl de officiële Audi van Mikkola twee eindigde. Datzelfde jaar won Blomqvist met dit team tevens de Britse rallytitel. Het 1984 seizoen liep vervolgens uit als het succesjaar voor Blomqvist. Hij won dat jaar een toenmalig recordaantal van vijf WK-rally's (waaronder drie achtereenvolgend) en schreef in het voorlaatste evenement in Ivoorkust de wereldtitel op zijn naam. Ondanks dat Audi halverwege het seizoen de korte wielbasis Audi Sport quattro debuteerde in het kampioenschap, besloot Blomqvist de al bewezen quattro A2 grotendeels trouw te blijven, omdat deze van zijn voorkeur genoot en ook betrouwbaarder bewees dan zijn opvolger. In het 1985 seizoen reed Blomqvist wel met het nieuwere model, maar de succesvolle intrede van Peugeot het jaar ervoor bleek een smet op een succesvolle titelverdediging in 1985, het jaar dat namelijk gedomineerd werd door het Franse merk en hun rijder Timo Salonen. Audi introduceerde daarom een tweede evolutie van hun korte wielbasis quattro, de radicale Sport quattro E2 (evolutie 2), die in de handen van Blomqvist nog een tweede plaats behaalde in Finland met maar een kleine achterstand op winnaar Salonen. In het kampioenschap eindigde Blomqvist echter met een grote marge op Salonen als tweede.

#### Sinds 1986

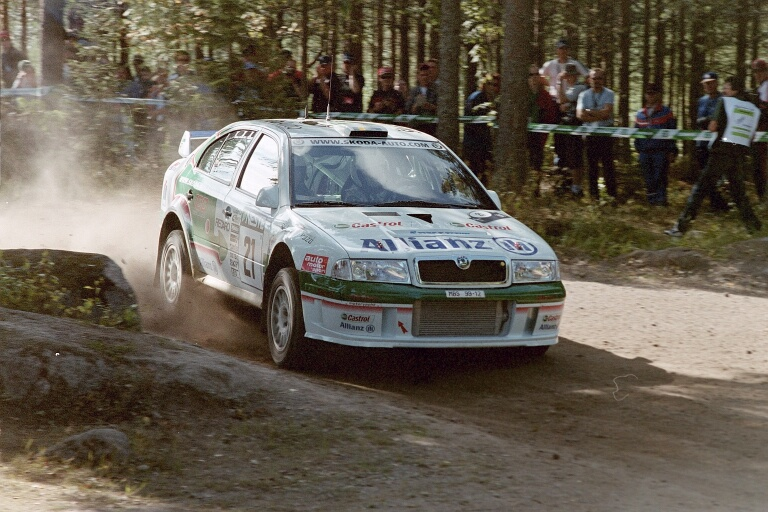
Op late leeftijd reed hij nog een aantal WK-rally's voor het fabrieksteam van Škoda, hier in Finland in 2001

Tegen het einde van 1985 maakte Blomqvist de overstap naar Ford, die na zes jaar absentie als fabrieksteam in het 1986 seizoen hun herintrede maakte in het kampioenschap met de Ford RS200. Een veelbelovende start van het project werd echter vroegtijdig ontzet door verschillende dodelijke ongelukken in het kampioenschap, die uiteindelijk leidde tot de stopzetting van de Groep B-klasse. Met de introductie van Groep A als vervangende klasse, bleef Blomqvist aan als rijder bij Ford, maar zijn rol in het kampioenschap begon tegen het einde van de jaren tachtig minder prominent te worden. In 1990 maakte Blomqvist daarom een kortstondige overstap naar het circuit, waarin hij gelijk succesvol was door met een Ford Sierra RS Cosworth het Zweeds tourwagen kampioenschap te winnen. Blomqvist keerde in 1991 terug in het WK rally met Nissan, het team die hiermee na een aantal jaar weer een serieuze poging deden op WK-succes. Actief achter het stuur van de Nissan Sunny GTI-R liep het niet uit op een succesvol project. De auto had op technisch vlak last van enkele praktische problemen en was daarnaast simpelweg niet competitief genoeg. In het 1992 seizoen behaalde Blomqvist met de auto echter nog wel een derde plaats in Zweden, maar na afloop van het seizoen zou Nissan het project alweer stopzetten. In het restant van de jaren negentig was Blomqvist door zijn rijke ervaring voornamelijk nog actief in gastoptredens voor verschillende fabrieksteams. Een opvallend resultaat boekte hij nog tijdens de RAC in 1996, een 2-liter WK-ronde, waar hij achter het stuur van een Škoda Felicia Kit Car als derde eindigde. Blomqvist bleef hierna nogals privé-rijder actief in WK-rally's en nam tussen 2001 en 2003 ook nog deel aan het Production World Rally Championship (een apart kampioenschap voor Groep N-auto's), eindigend als vijfde in het kampioenschap in 2001. Tussendoor maakte hij tevens nog enkele optredens in het WK in een fabrieksingeschreven Škoda Octavia WRC. Blomqvist nam tot aan 2006 nog jaarlijks deel aan zijn thuis WK-rally in Zweden.
Tegenwoordig treedt Blomqvist nog met regelmaat op in historische rallyevenementen of demonstraties. Hij is al jarenlang woonachtig in Groot-Brittannië en Nieuw-Zeeland. Zijn zoon, Tom Blomqvist, is zijn vaders voetsporen gaan volgen in de autosport, alleen dan op het circuit. In 2010 werd hij op 16-jarige leeftijd de jongste kampioen in het Brits Formule Renault kampioenschap. Hedendaags is Tom actief in de Formule E.

## Complete resultaten in het wereldkampioenschap rally
| Seizoen | Inschrijving              | Auto                     | 1       | 2       | 3       | 4       | 5       | 6       | 7       | 8       | 9       | 10      | 11      | 12      | 13     | 14      | 15  | 16  | Pos. | Punten |
| ------- | ------------------------- | ------------------------ | ------- | ------- | ------- | ------- | ------- | ------- | ------- | ------- | ------- | ------- | ------- | ------- | ------ | ------- | --- | --- | ---- | ------ |
| 1973    | Saab-Scania AB            | Saab 96 V4               | MON     | ZWE 1   | POR     | KEN     | MAR     | GRI     | POL     | FIN DNF | OOS DNF | ITA     | VST     | GBR DNF | FRA    |         |     |     | N/A  | N/A    |
| 1974    | Saab-Scania AB            | Saab 96 V4               | POR     | KEN     | FIN 4   | ITA     | CAN     | VST     | GBR 2   | FRA     |         |         |         |         |        |         |     |     | N/A  | N/A    |
| 1975    | Saab-Scania AB            | Saab 96 V4               | MON     | ZWE 2   | KEN     | GRI     | MAR     | POR     | FIN DNF | ITA     | FRA     | GBR DNF |         |         |        |         |     |     | N/A  | N/A    |
| 1976    | Saab-Scania AB            | Saab 96 V4               | MON     | ZWE 2   | POR     | KEN     | GRI     | MAR     |         |         |         |         |         |         |        |         |     |     | N/A  | N/A    |
| 1976    | Saab-Scania AB            | Saab 99 EMS              |         |         |         |         |         |         | FIN DNF | ITA     | FRA     | GBR 2   |         |         |        |         |     |     | N/A  | N/A    |
| 1977    | Saab-Scania AB            | Saab 99 EMS              | MON     | ZWE 1   | POR     | KEN     | NZL     | GRI     | FIN DNF | CAN     | ITA     | FRA     | GBR DNF |         |        |         |     |     | N/A  | N/A    |
| 1978    | Lancia Pirelli            | Lancia Stratos HF        | MON     | ZWE 4   | POR     | KEN     | GRI     | FIN     |         |         |         |         |         |         |        |         |     |     | N/A  | N/A    |
| 1978    | Saab-Scania AB            | Saab 99 EMS              |         |         |         |         |         |         | CAN DNF | ITA     | IVK     | FRA     | GBR DNF |         |        |         |     |     | N/A  | N/A    |
| 1979    | Saab-Scania AB            | Saab 99 Turbo            | MON     | ZWE 1   | POR     | KEN     | GRI     | NZL     | FIN     | ITA     | CAN     | FRA     | GBR DNF | IVK     |        |         |     |     | 9    | 20     |
| 1980    | Saab-Scania AB            | Saab 99 Turbo            | MON     | ZWE 2   | POR     | KEN     | GRI     | ARG     | FIN     | NZL     | ITA     | FRA     | GBR DNF | IVK     |        |         |     |     | 16   | 15     |
| 1981    | Saab Sport & Rally        | Saab 99 Turbo            | MON     | ZWE 5   | POR     | KEN     | FRA     | GRI     | ARG     | BRA     |         |         |         |         |        |         |     |     | 13   | 23     |
| 1981    | Talbot Team Sweden        | Talbot Sunbeam Lotus     |         |         |         |         |         |         |         |         | FIN 8   | ITA     | IVK     |         |        |         |     |     | 13   | 23     |
| 1981    | Talbot Sport              | Talbot Sunbeam Lotus     |         |         |         |         |         |         |         |         |         |         |         | GBR 3   |        |         |     |     | 13   | 23     |
| 1982    | Audi Sport Sweden         | Audi quattro             | MON     | ZWE 1   | POR     | KEN     | FRA     | GRI     | NZL     | BRA     | FIN 2   | ITA 1   | IVK     |         |        |         |     |     | 4    | 58     |
| 1982    | Peugeot Talbot Sport      | Talbot Sunbeam Lotus     |         |         |         |         |         |         |         |         |         |         |         | GBR 8   |        |         |     |     | 4    | 58     |
| 1983    | Audi Sport                | Audi quattro A1          | MON 3   |         | POR DNF | KEN     | FRA     |         |         |         |         |         |         |         |        |         |     |     | 4    | 89     |
| 1983    | Audi Sport                | Audi 80 quattro          |         | ZWE 2   |         |         |         |         |         |         |         |         |         |         |        |         |     |     | 4    | 89     |
| 1983    | Audi Sport                | Audi quattro A2          |         |         |         |         |         | GRI 3   | NZL DNF | ARG 2   | FIN 2   | ITA DNF | IVK     |         |        |         |     |     | 4    | 89     |
| 1983    | Audi Sport UK             | Audi quattro A2          |         |         |         |         |         |         |         |         |         |         |         | GBR 1   |        |         |     |     | 4    | 89     |
| 1984    | Audi Sport                | Audi quattro A2          | MON 2   | ZWE 1   | POR DNF | KEN DNF | FRA 5   | GRI 1   | NZL 1   | ARG 1   | FIN 4   |         |         |         |        |         |     |     | 1    | 125    |
| 1984    | Audi Sport                | Audi Sport quattro       |         |         |         |         |         |         |         |         |         | ITA DNF | IVK 1   | GBR     |        |         |     |     | 1    | 125    |
| 1985    | Audi Sport                | Audi Sport quattro       | MON 4   | ZWE 2   | POR 4   | KEN DNF | FRA     | GRI 2   | NZL 4   |         |         |         |         |         |        |         |     |     | 2    | 65     |
| 1985    | Audi Sport                | Audi Sport quattro E2    |         |         |         |         |         |         |         | ARG DNF | FIN 2   | ITA     | IVK     | GBR     |        |         |     |     | 2    | 65     |
| 1986    | Ford Motor Co Ltd.        | Ford RS200               | MON     | ZWE DNF | POR DNF | KEN     | FRA     | GRI DNF | NZL     |         |         |         |         | GBR DNF | VST    |         |     |     | 11   | 22     |
| 1986    | Peugeot Talbot Sport      | Peugeot 205 Turbo 16 E2  |         |         |         |         |         |         |         | ARG 3   | FIN 4   | ITA     | IVK     |         |        |         |     |     | 11   | 22     |
| 1987    | Ford Motor Co Ltd.        | Ford Sierra XR 4x4       | MON DSQ | ZWE 6   | POR     |         |         |         |         |         |         |         |         |         |        |         |     |     | 7    | 33     |
| 1987    | Motogard Rally Team       | Ford Sierra XR 4x4       |         |         |         |         |         |         |         | NZL DNF | ARG     |         |         |         |        |         |     |     | 7    | 33     |
| 1987    | Ford Motor Co Ltd.        | Ford Sierra RS Cosworth  |         |         |         | KEN DNF | FRA DNF | GRI     | VST     |         |         | FIN 3   | IVK     | ITA     | GBR 2  |         |     |     | 7    | 33     |
| 1988    | Rallysport Sweden         | Ford Sierra XR 4x4       | MON     | ZWE 2   |         |         |         |         |         |         |         |         |         |         |        |         |     |     | 4    | 41     |
| 1988    | Ford Motor Co Ltd.        | Ford Sierra RS Cosworth  |         |         | POR 5   | KEN     | FRA     | GRI     | VST     | NZL     | ARG     | FIN 5   | IVK     | ITA 7   | GBR 6  |         |     |     | 4    | 41     |
| 1989    | Team VAG Sweden           | Audi 200 quattro         | ZWE 5   | MON     | POR     |         |         |         |         |         |         |         |         |         |        |         |     |     | 15   | 20     |
| 1989    | Volkswagen Motorsport     | Volkswagen Golf GTI 16V  |         |         |         | KEN 3   | FRA     | GRI     | NZL     | ARG     | FIN     | AUS     | ITA     | IVK     | GBR    |         |     |     | 15   | 20     |
| 1991    | Nissan Motorsports Europe | Nissan Sunny GTI-R       | MON     | ZWE     | POR     | KEN 5   | FRA     | GRI DNF | NZL     | ARG     | FIN 8   | AUS     | ITA     | IVK     | SPA    | GBR DNF |     |     | 24   | 11     |
| 1992    | Nissan Motorsports Europe | Nissan Sunny GTI-R       | MON     | ZWE 3   | POR     | KEN     | FRA     | GRI     | NZL     | ARG     | FIN DNF | AUS     | ITA     | SPA     | IVK    | GBR DNF |     |     | 21   | 12     |
| 1993    | Opel Team Sweden          | Opel Calibra Turbo 4x4   | MON     | ZWE DNF | POR     | KEN     | FRA     | GRI     | ARG     | NZL     | FIN     | AUS     | ITA     | SPA     | GBR    |         |     |     | –    | 0      |
| 1994    | Ford Motor Co Ltd.        | Ford Escort RS Cosworth  | MON     | ZWE     | POR     | KEN     | FRA     | GRI     | ARG     | NZL     | FIN     | AUS     | ITA     | SPA     | GBR 4  |         |     |     | 15   | 10     |
| 1995    | R.A.S. Ford               | Ford Escort RS Cosworth  | MON     | ZWE 7   | POR     | KEN     | FRA     | GRI     | NZL     | ARG     | FIN     | AUS     | ITA     | SPA     |        |         |     |     | 15   | 4      |
| 1995    | Škoda Motorsport          | Škoda Felica Kit Car     |         |         |         |         |         |         |         |         |         |         |         |         | GBR 21 |         |     |     | 15   | 4      |
| 1996    | Ford Motor Co Ltd.        | Ford Escort RS Cosworth  | MON     | ZWE 8   | POR     | KEN 7   | IDN     | FRA     | GRI     | ARG     | NZL     | FIN     | AUS     | ITA     | SPA    |         |     |     | 18   | 7      |
| 1996    | Škoda Motorsport          | Škoda Felicia Kit Car    |         |         |         |         |         |         |         |         |         |         |         |         |        | GBR 3   |     |     | 18   | 7      |
| 1997    | Mobil Ford Motorsport     | Ford Escort RS Cosworth  | MON     | ZWE 10  | KEN     | POR     | SPA     | FRA     | ARG     | GRI     | NZL     | FIN     | IDN     | ITA     | AUS    | GBR     |     |     | –    | 0      |
| 1999    | Ford Motor Co Ltd.        | Ford Puma Kit Car        | MON     | ZWE DNF | KEN     | POR     | SPA     | FRA     | ARG     | GRI     | NZL     | FIN     | CHN     | ITA     | AUS    | GBR     |     |     | –    | 0      |
| 2000    | Stig Blomqvist            | Mitsubishi Lancer Evo VI | MON     | ZWE     | KEN     | POR     | SPA     | ARG     | GRI     | NZL     | FIN     | CYP     | FRA     | ITA     | AUS    | GBR DNF |     |     | –    | 0      |
| 2001    | David Sutton Cars Ltd.    | Mitsubishi Lancer Evo VI | MON     | ZWE 18  | POR DNF | SPA 21  | ARG DNF | CYP DNF | GRI DNF | KEN DNF |         | NZL 21  | ITA 30  | FRA     | AUS 23 | GBR 16  |     |     | –    | 0      |
| 2001    | Škoda Motorsport          | Škoda Octavia WRC Evo 2  |         |         |         |         |         |         |         |         | FIN 22  |         |         |         |        |         |     |     | –    | 0      |
| 2002    | Škoda Motorsport          | Škoda Octavia WRC Evo 2  | MON     | ZWE 15  | FRA     | SPA DNF | CYP     | ARG     | GRI 17  | KEN     | FIN     | DUI     | ITA     |         |        |         |     |     | –    | 0      |
| 2002    | Stig Blomqvist            | Mitsubishi Lancer Evo VI |         |         |         |         |         |         |         |         |         |         |         | NZL 19  | AUS 22 | GBR DNF |     |     | –    | 0      |
| 2003    | David Sutton Cars Ltd.    | Subaru Impreza WRX STi   | MON     | ZWE 26  | TUR     | NZL 24  | ARG     | GRI     | CYP 11  | DUI 29  | FIN     | AUS 19  | ITA     | FRA 20  | SPA    | GBR     |     |     | –    | 0      |
| 2004    | David Sutton Cars Ltd.    | Subaru Impreza WRX STi   | MON     | ZWE 21  | MEX     | NZL     | CYP     | GRI 14  | TUR     | ARG     | FIN     | DUI     | JPN     | GBR     | ITA    | FRA     | SPA | AUS | –    | 0      |
| 2005    | Stig Blomqvist            | Subaru Impreza WRX STi   | MON     | ZWE 20  | MEX     | NZL     | ITA     | CYP     | TUR     | GRI     | ARG     | FIN     | DUI     | GBR     | JPN    | FRA     | SPA | AUS | –    | 0      |
| 2006    | Stig Blomqvist            | Subaru Impreza WRX STi   | MON     | ZWE 24  | MEX     | SPA     | FRA     | ARG     | ITA     | GRI     | DUI     | FIN     | JPN     | CYP     | TUR    | NZL     | AUS | GBR | –    | 0      |

Noot:
- Het concept van het wereldkampioenschap rally tussen 1973 en 1976 hield in dat er enkel een kampioenschap open stond voor constructeurs.
- In 1977 en 1978 werd de FIA Cup for Drivers georganiseerd. Hierin meegerekend alle WK-evenementen, plus tien evenementen buiten het WK om.

#### Overwinningen
| #  | Seizoen | Rally                            | Navigator       | Auto               |
| -- | ------- | -------------------------------- | --------------- | ------------------ |
| 1  | 1973    | 24th International Swedish Rally | Arne Hertz      | Saab 96 V4         |
| 2  | 1977    | 27th International Swedish Rally | Hans Sylvan     | Saab 99 EMS        |
| 3  | 1979    | 29th International Swedish Rally | Björn Cederberg | Saab 99 Turbo      |
| 4  | 1982    | 32nd International Swedish Rally | Björn Cederberg | Audi quattro       |
| 5  | 1982    | 24º Rallye Sanremo               | Björn Cederberg | Audi quattro       |
| 6  | 1983    | 39th Lombard RAC Rally           | Björn Cederberg | Audi quattro A2    |
| 7  | 1984    | 34th International Swedish Rally | Björn Cederberg | Audi quattro A2    |
| 8  | 1984    | 31st Acropolis Rally             | Björn Cederberg | Audi quattro A2    |
| 9  | 1984    | 15th Sanyo Rally of New Zealand  | Björn Cederberg | Audi quattro A2    |
| 10 | 1984    | 4º Marlboro Rally Argentina      | Björn Cederberg | Audi quattro A2    |
| 11 | 1984    | 15ème Rallye Côte d'Ivoire       | Björn Cederberg | Audi Sport quattro |

## Overige internationale overwinningen

#### Internationaal kampioenschap voor constructeurs
| Seizoen | Rally                            | Navigator  | Auto       |
| ------- | -------------------------------- | ---------- | ---------- |
| 1971    | 22nd International Swedish Rally | Arne Hertz | Saab 96 V4 |
| 1971    | 21st 1000 Lakes Rally            | Arne Hertz | Saab 96 V4 |
| 1971    | 20th Daily Mirror RAC Rally      | Arne Hertz | Saab 96 V4 |
| 1972    | 23rd International Swedish Rally | Arne Hertz | Saab 96 V4 |

#### Europees kampioenschap rally
| Seizoen | Rally            | Navigator  | Auto       |
| ------- | ---------------- | ---------- | ---------- |
| 1973    | 3th Cyprus Rally | Arne Hertz | Saab 96 V4 |